# بوريس بونياك
بوريس بونياك (بالصربية: Борис Буњак)‏، من مواليد 17 نوفمبر 1954، لاعب كرة قدم صربي سابق، مدرب كرة قدم صربي حالي.

## اسلوبه باللعب ومسيرته
يتميز أسوب بونياك باللعب الهجومي ولديه سيرة ذاتية قوية في مسيرته التدريبية مع 18 ناديا مختلفا ، و قد بدأ مسيرته الرياضية في التدريب عام 1990 عندما درب نادي FK Sloga Kraljevo الصربي ، ثم استمر في تدريب الاندية الصربية واخرها نادي النجم الأحمر بلغراد كمساعد مدرب من 2002 وحتى عام 2004، ثم درب نادي الشعب الاماراتي لمدة موسم واحد 2004، كما درب منتخب الكويت لكرة القدم وهو يدرب نادي الكويت حالياْ.